# Etoile (restaurang)

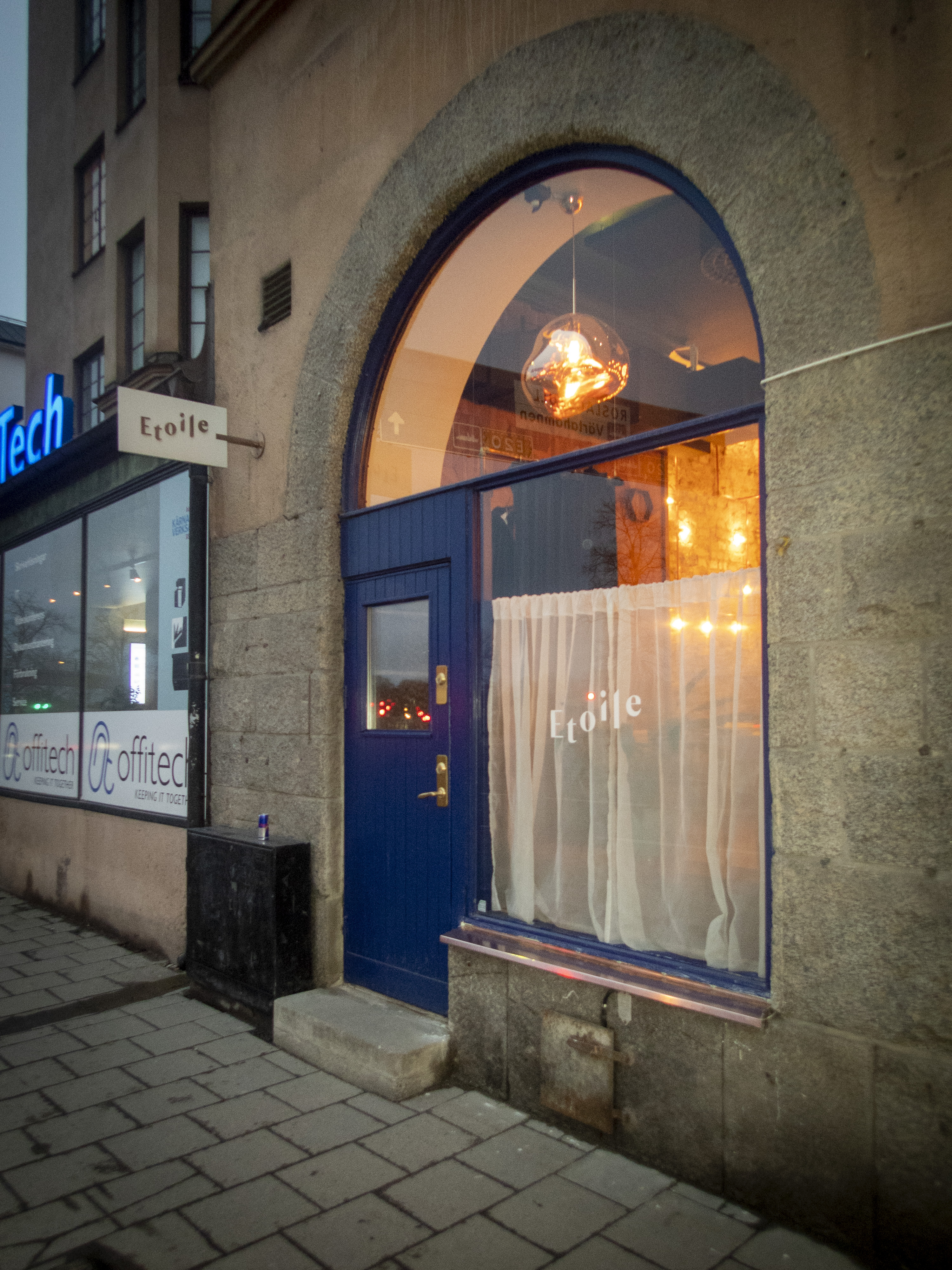
Etoile

Etoile är en restaurang på Norra Stationsgatan 51 i Vasastan i Stockholm.
Restaurangen i kvarteret Sländan öppnades 2018 av kockarna Jonas Lagerström, Rakel Wennemo och Danny Falkeman. Lokalen har plats för 26 gäster, och inriktiningen är avsmakningsmenyer med uppåt 20 serveringar. Köket kan beskrivas som experimentellt med smaker från hela världen.
Etoile är franska för stjärna, och 2020 belönades krogen med en stjärna i Guide Michelin.